# Haije Kramer
Haije Kramer (ur. 24 listopada 1917 w Leeuwarden, zm. 11 lipca 2004) – szachista holenderski, mistrz międzynarodowy od 1954 roku.

## Kariera szachowa
W latach 1950–1962 siedmiokrotnie reprezentował barwy Holandii na olimpiadach szachowych. Wielokrotnie uczestniczył w turniejach międzynarodowych, sukcesy odnosząc m.in. w Leiden (1946, I m.), Baarn (1947, II-III m.), Leeuwarden (1949, I-II m.), Vimperku (1949, I m.) oraz Beverwijk (1953, dz. IV-VI m.). W 1952 r. zajął w Enschede IV m. w finale indywidualnych mistrzostw Holandii.
W 1984 r. otrzymał tytuł arcymistrza w grze korespondencyjnej.
Według retrospektywnego systemu Chessmetrics, w styczniu 1941 r. zajmował 24. miejsce na świecie z wynikiem 2624 punktów.
Współpracował z Maxem Euwe'em, z którym napisał 12-tomową monografię gry środkowej. 

## Publikacje
- Het Midspel, Haga 1952